# تظاهرات ۱۷ اسفند ۱۳۵۷
دو هفته پس از اعلام پیروزی انقلاب ۱۳۵۷ دفتر روح‌الله خمینی، رهبر ایران، تصمیم به لغو قانون حمایت خانواده و اجباری شدن حجاب اسلامی گرفت. همچنین یک روز پیش از برگزاری مراسم بزرگداشت روز جهانی زنان، خمینی در سخنرانی مدرسهٔ رفاه اعلام کرد زنان کارمند اداره‌های دولتی باید حجاب اسلامی را برای حفظ آبرویشان رعایت کنند. روز بعد زنان کارمند بدون حجاب اجازهٔ ورود به محل کارشان را نیافتند. تعداد زیادی از زنان کارمند از رفتن به سر کار سر باز زدند و زنانی که کارمند وزارت امور خارجه بودند، بیرون وزارتخانه دست به تظاهرات زدند. حدود ۵۰۰۰ تا ۸۰۰۰ زن در دانشگاه تهران تجمع کرده و شعار دادند. همچنین تعداد زیادی از دانش آموزان مدرسه‌های دخترانه به تظاهرات زنان در تهران پیوستند.
در روز جهانی زن در ۸ مارس ۱۹۷۹، راهپیمایی زنان در تهران در ایران برگزار شد. این راهپیمایی در ابتدا برای بزرگداشت روز جهانی زن در نظر گرفته شده بود، اما به تظاهرات گسترده علیه تغییرات حقوق زنان در جریان انقلاب ایران، به ویژه معرفی حجاب اجباری که از روز قبل اعلام شده بود، تبدیل شد. این اعتراضات به مدت شش روز، از ۸ مارس تا ۱۴ مارس ۱۹۷۹، با شرکت هزاران زن ادامه یافت.
به نوشتهٔ روزنامهٔ کیهان چاپ ۱۷ اسفند، «گروه‌ها و دسته‌جات مختلف زنان از صبح امروز در خیابان‌های شمالی و مرکزی تهران به مناسبت روز جهانی زن و به خاطر ابراز نظریات خود دربارهٔ حجاب زنان دست به راهپیمایی زدند. در راهپیمایی‌های امروز زنان، تعداد زیادی از دانش آموزان مدارس دخترانه نیز شرکت داشتند. آنها ضمناً علیه کسانی که به زنان بی‌حجاب در روزهای اخیر حمله کرده‌اند، شعار می‌دادند… راهپیمایی امروز در حالی انجام شد که ریزش برف بی‌وقفه از اولین ساعات بامداد آغاز شده است.»

## نتایج
اعتراضات منجر به لغو موقت فرمان پوشش اجباری شد. هنگامی که چپ‌ها و لیبرال‌ها حذف شدند و محافظه‌کاران کنترل انفرادی را به دست آوردند، اما پوشش قانونی بر همه زنان اعمال شد. این امر با «اسلامی‌سازی ادارات» در ژوئیه ۱۹۸۰ آغاز شد؛ زمانی که زنان بدحجاب از ورود به ادارات دولتی و ساختمان‌های عمومی منع شدند و به دلیل خطر اخراج از حضور در محل کار خود منع شدند. در خیابان‌ها، زنان بی‌حجاب مورد حمله افراطیون قرار گرفتند. در تیر ماه ۱۳۶۰، حکم پوشش اجباری در انظار عمومی ارائه شد که در سال ۱۳۶۲ قانون مجازات مدنی مبنی بر تنبیه بدنی زنان بد پوشش به تصویب رسید: «زنانی که بدون حجاب در انظار عمومی ظاهر شوند به شلاق تا ۷۴ ضربه محکوم خواهند شد.»

## شعارها
- «مرگ بر ارتجاع»
- «آزادی جهانی‌ست / نه شرقی‌ست نه غربی‌ست»
- «ما انقلاب نکردیم / تا به عقب برگردیم»
- «در طلوع آزادی / جای حق زن خالی»